# ロバート・ヘイルズ
ロバート・ヘイルズ（Robert Hayles、1973年1月21日 - ）は、イングランド、ポーツマス出身の自転車競技選手。2011年に競技活動から引退し、その後は自転車競技のテレビ放送の解説を行っている。
英語圏においては一般的に、ロブ・ヘイルズ（Rob Hayles）と呼ばれている。

## 来歴
1997年
- シルバー・スプーン2日間レース 総合優勝

1998年
- コモンウェルスゲームズ
  - 団体追抜 2位

2000年
- トラック世界選手権
  - 個人追抜 3位

2003年
- トラック世界選手権
  - 団体追抜 3位

2004年
- アテネオリンピック
  -  団体追抜 2位
  -  マディソン 3位
- トラック世界選手権
  - 個人追抜 2位
  - 団体追抜 2位
- UCIトラックワールドカップ2004
  - シドニー - 団体追抜 優勝

2005年
- トラック世界選手権
  -  団体追抜 優勝（+ スティーヴ・カミングス、ポール・マニング、クリス・ニュートン）
  -  マディソン 優勝（+ マーク・カヴェンディッシュ）
- イギリス選手権
  - 団体追抜 優勝
  - チームタイムトライアル(TTT) 優勝

2006年
- UCIトラックワールドカップ2005-2006
  - シドニー - 個人追抜 優勝
- コモンウェルスゲームズ
  - 団体追抜 優勝（+ スティーヴ・カミングス、ポール・マニング、クリス・ニュートン）
  - 個人追抜 2位
- トラック世界選手権
  - 団体追抜 2位

2007年
- UCIトラックワールドカップ2006-2007
  - マンチェスター - 団体追抜 優勝

2008年
- イギリス選手権
  - 個人ロードレース 優勝
- UCIトラックワールドカップ2008-2009
  - マンチェスター - 団体追抜 優勝